# Yojoa-tó
A Yojoa-tó (kiejtése: johoa) Honduras legnagyobb tava. 2005 óta a ramsari egyezmény hatálya alá tartozó területnek számít.

## Leírás
A 16 km hosszú tó az ország középpontjától nyugatra található, Comayagua, Cortés és Santa Bárbara megyék hármashatárán, igaz, Comayaguába csak a déli csücske nyúlik át, területének legnagyobb részén a másik két megye osztozik.
Medencéjét, amelyben a felszín vizei lassan meggyűltek, mintegy 2,5 milliárd évvel ezelőtt hozta létre a vulkáni működés. Mai medre partjainál gyorsan mélyül, középen egy vízalatti völgy húzódik végig, melynek legnagyobb mélysége 2007-ben 27,30 méter volt, míg a tó átlagos mélysége 14,63 méter. Ezek az értékek viszont, és következésképpen a tó területe is, folyamatosan változnak. Az üledéklerakódás következtében ugyanis a mélység csökken, a terület viszont sokáig növekedett: 1993-ban a tó 80,45 km²-es volt, 2000-ben már 81,97 km²-es, míg 2007-ben már 84,76 km²-es. Az ezt követő években azonban a csapadékmennyiség csökkenése miatt a terület is zsugorodni kezdett.
436 km²-es medencéjében mintegy 800 növényfaj fordul elő, amely az országban megtalálható fajok mintegy tizede. Mivel ez Honduras egyik legcsapadékosabb vidéke, az ország köderdőinek nagy része itt található. Emellett összesen 407 madár-, 54 emlős- és 72 hüllőfajt is megfigyeltek a területen, a madarak között számos olyan van, amely Észak-Amerikából vándorol dél felé.
1934-ben a tó partján egy ősi, valószínűleg maja város, mai nevén Los Naranjos romjait kezdték el kutatni. Ma a helyiek egyik fő megélhetése a halászat és a dísznövénytermesztés. Az ide látogatók körében igen népszerű az itt készülő sült hal tajadával (sült banánszeletekkel), igaz, manapság ezeknek a halaknak a nagy része nem a tóból, hanem egy közeli víztározóból származik.

## Képek

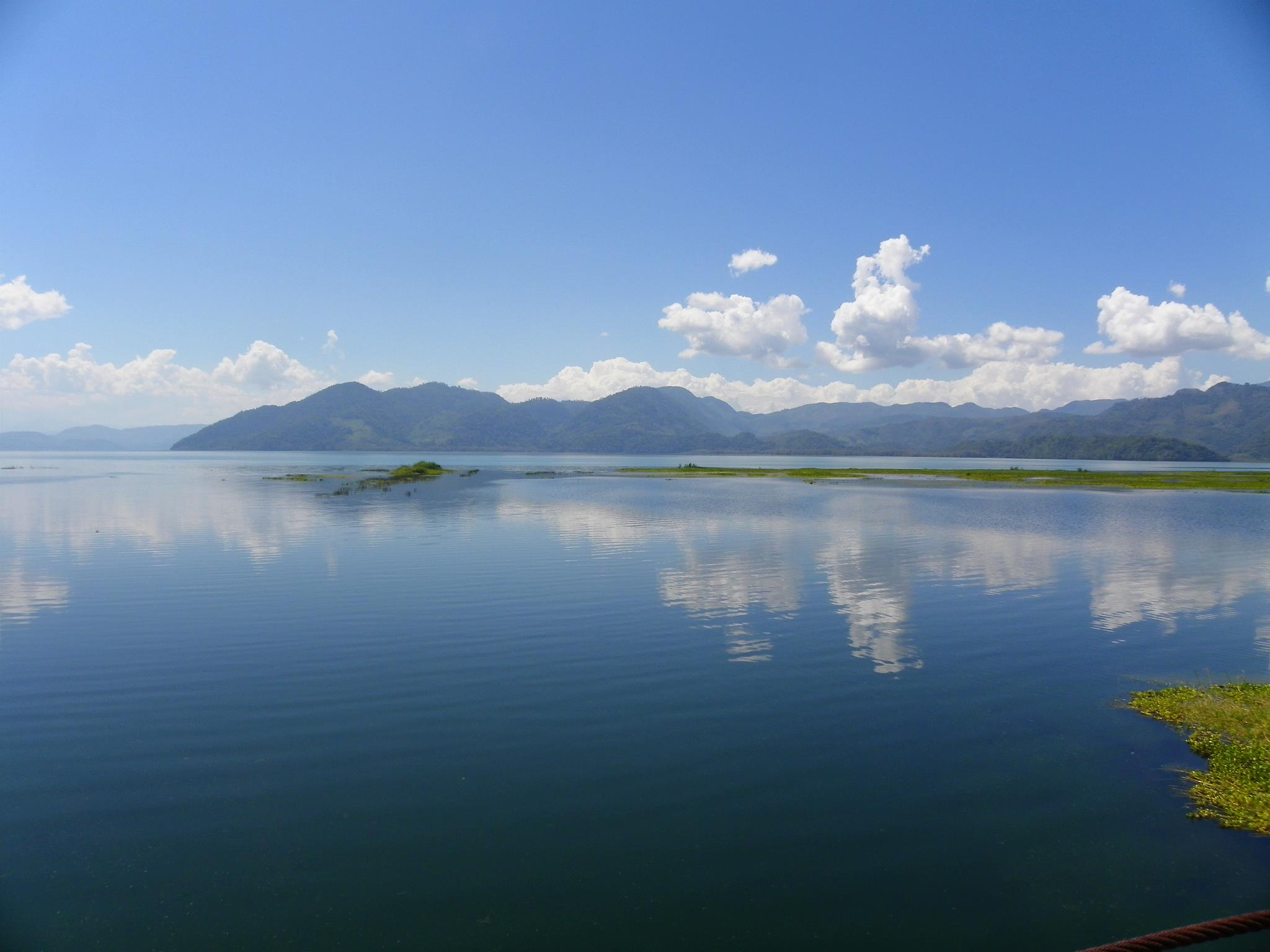
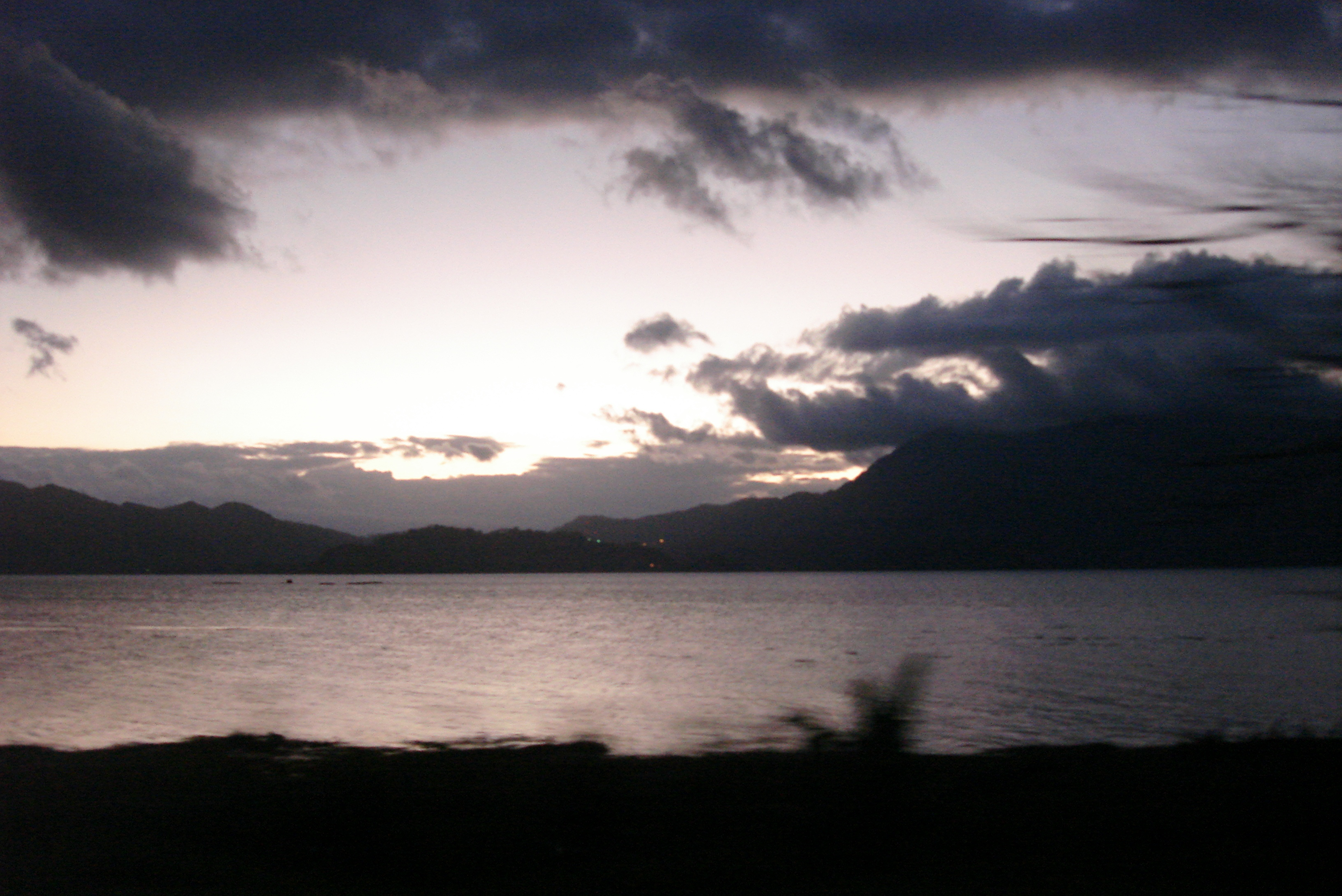
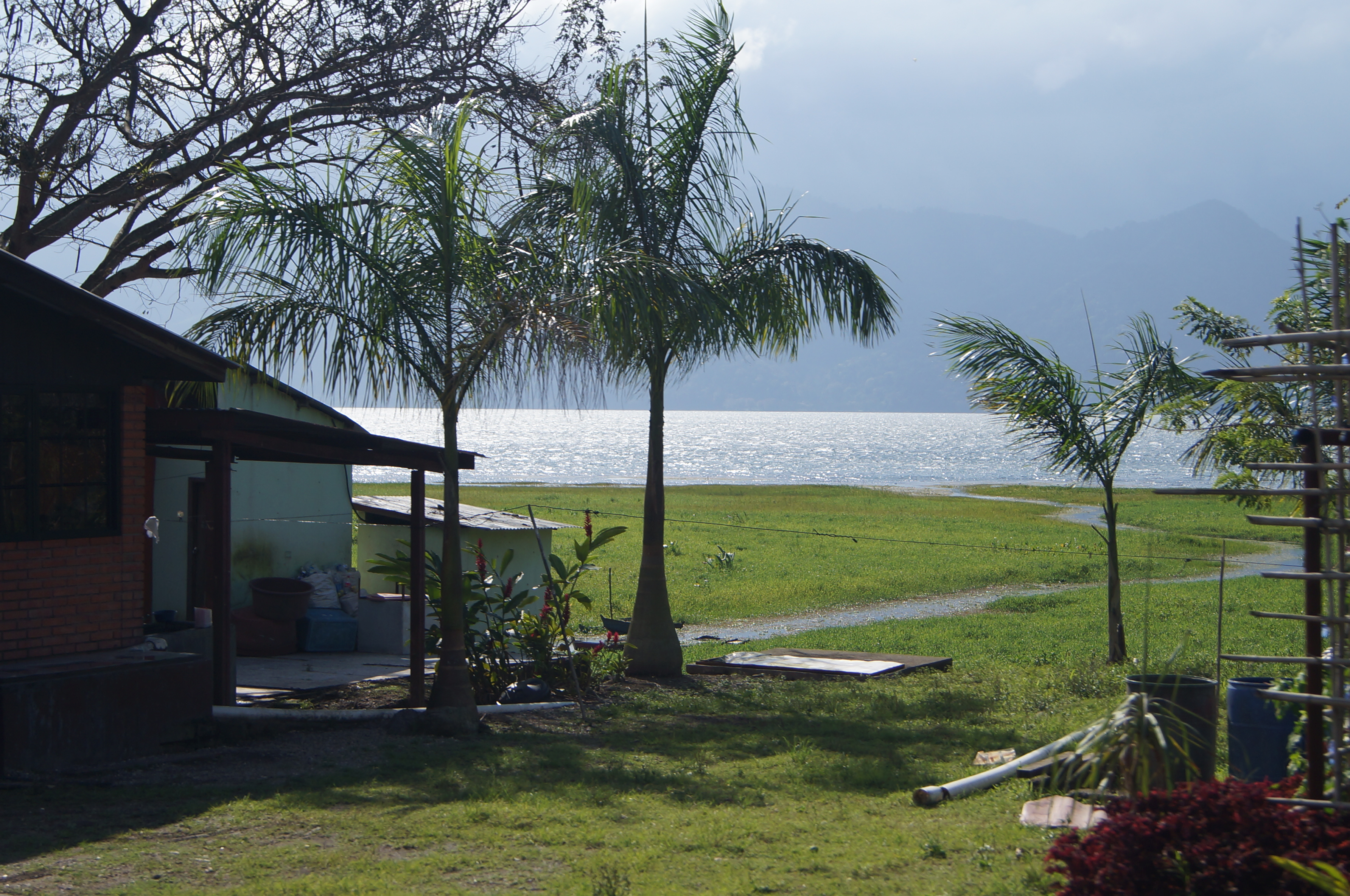
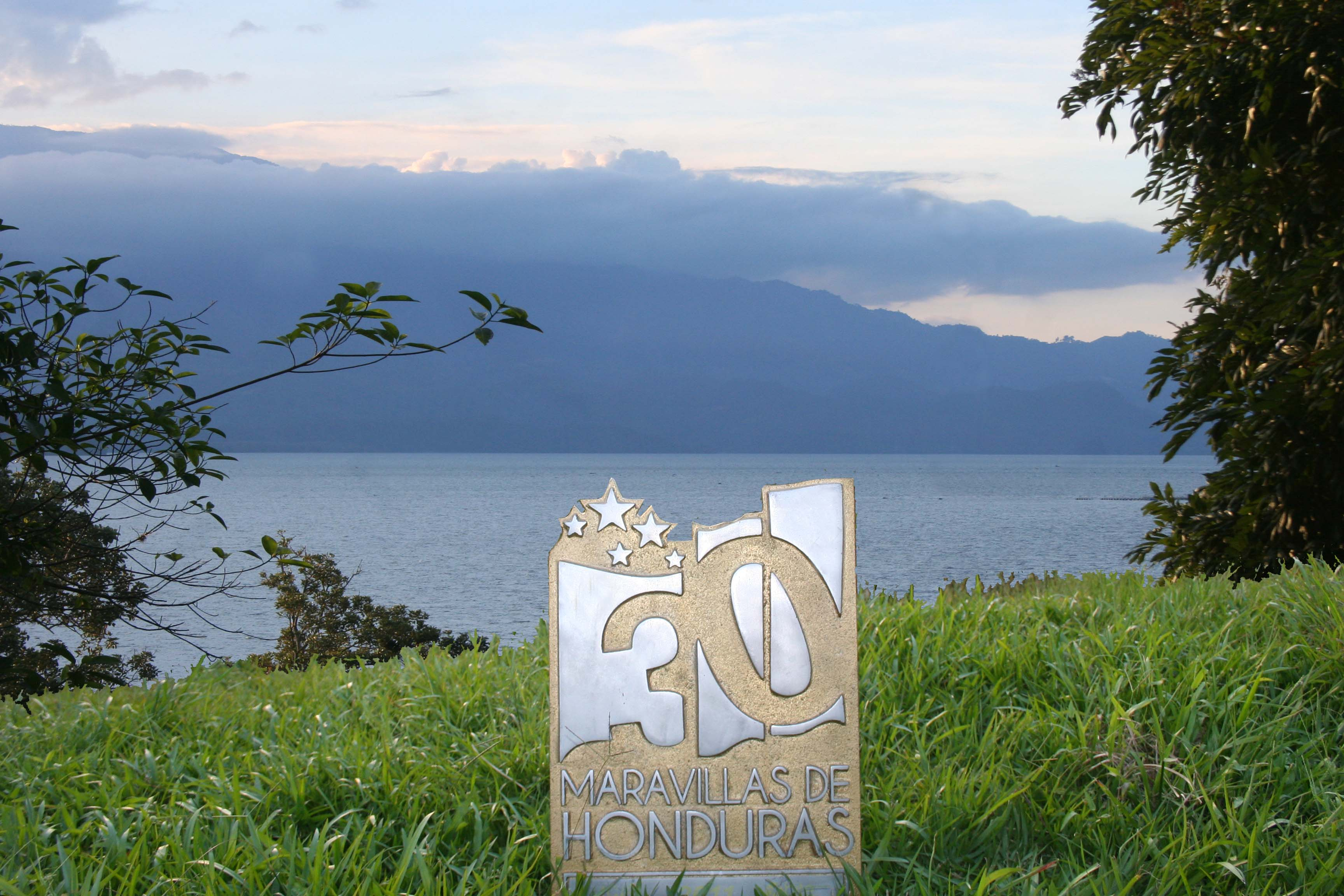